# Corps Slesvico-Holsatia

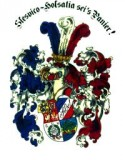
Wappen des Corps Slesvico-Holsatia

Das Corps Slesvico-Holsatia ist ein Corps im Weinheimer Senioren-Convent (WSC).
Es wurde am 29. Oktober 1848 als Schleswig-Holsteinischer Verein in Albertis Kaffeehaus gegründet und
wählte den noch heute gültigen Wahlspruch „Fides-Libertas-Unitas“. Die Gründungsburschen waren Johann Kröhnke, Wilhelm von Prangen sowie Asmus F. Petersen.
Das Corps Slesvico-Holsatia hat heute etwa 10 aktive Mitglieder und etwa 100 Alte Herren.
Das Corps wird durch den "Verein Haus Schleswig-Holstein Hannover e. V." getragen, der auch das Corpshaus in der Wilhelm-Busch-Straße in Hannover am Unibiergarten finanziert und betreibt.

## Couleur

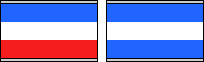
Bandfarben des Corps Slesvico-Holsatia

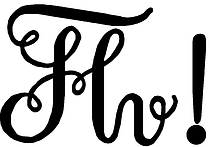
Zirkel des Corps Slesvico-Holsatia

Das Burschenband hat die Farben Blau-Weiß-Rot und das Fuchsenband die Farben Blau-Weiß-Blau – beide mit silberner Perkussion. Die Burschenmütze ist blau mit schwarzem Schirm.

## Mensuren
Das Corps stellt Mensuren. Das Corps hat zwei Pflichtpartien: Eine Fuchsenpartie und eine Burschenpartie.
Diese werden gemäß dem Schlägerpaukcomment des SC zu Hannover ausgetragen.

## Geschichte
Politisch war die Mitte des 19. Jahrhunderts von Unruhen und Instabilität geprägt. Nach dem Revolutionsjahr 1848 war die Obrigkeit bestrebt, ihre Stellung zu festigen und aufkommende Opposition möglichst im Keim zu ersticken. Dagegen formierten sich jedoch zunehmend die Studenten in Verbindungen, welche freiheitlich, basisdemokratisch und von fortschrittlichem Gedankengut geprägt waren.

### Verein Schleswig-Holstein
Am 29. Oktober 1848 haben sich 20 Studenten des damaligen Polytechnikums – heute Universität Hannover –, die aus Schleswig-Holstein stammten, in Alberti’s Kaffeehaus zum Schleswig-Holsteinischen Verein zusammengeschlossen. Ihr Ziel war es, sich enger aneinander zu binden, gemeinsam erfolgreich zu studieren und für mehr Freiheit und Demokratie zu kämpfen. Daher kommt auch der Wahlspruch des Corps: Fides-Libertas-Unitas.

### Landsmannschaft Slesvico-Holsatia
Mit dem "Schleswig-Holsteinischen Verein" waren sie in mehrfacher Hinsicht schon damals ihrer Zeit weit voraus. Zum einen hatten sie die erste Studentenverbindung Hannovers gegründet und zum anderen gaben sie sich einen Namen, der als Bezeichnung für ein Bundesland erst nach dem Zweiten Weltkrieg entstand. Besonders die Wahl der Farben „blau-weiß-rot“, die sie seit dieser Zeit tragen, war wegweisend, denn diese Farben sind erst seit 1947 offiziell die Landesfarben Schleswig-Holsteins. Am 18. November 1852 beschloss der Convent "in feierlich gehobener Stimmung" die Umwandlung zur Landsmannschaft Slesvico-Holsatia (Schleswig-Holstein latinisiert, wie damals üblich).

### Gründung des WSC
Im Frühjahr 1863 gründeten 12 Corps aus den vier Hochschulstandorten Karlsruhe, Hannover, Stuttgart und Zürich in Frankfurt am Main einen allgemeinen SC, welcher nach seinem ständigen Tagungsort Weinheim Weinheimer ASC, seit 1875 Weinheimer Senioren-Convent, kurz WSC, genannt wurde. Am 18. Juni 1869 ist die Landsmannschaft Slesvico-Holsatia dem WSC beigetreten und wurde damit zum Corps Slesvico-Holsatia.

### Fünferbund
Am 2. Juni 1897 gründete Slesvico-Holsatia zusammen mit den Corps Franconia Karlsruhe, Rhenania ZAB in Braunschweig, Stauffia Stuttgart und Saxonia-Berlin den Fünferbund. Der Fünferbund ist der größte Freundschaftsbund von Corps innerhalb des Weinheimer Senioren-Convents.

### Die Verbindungshäuser

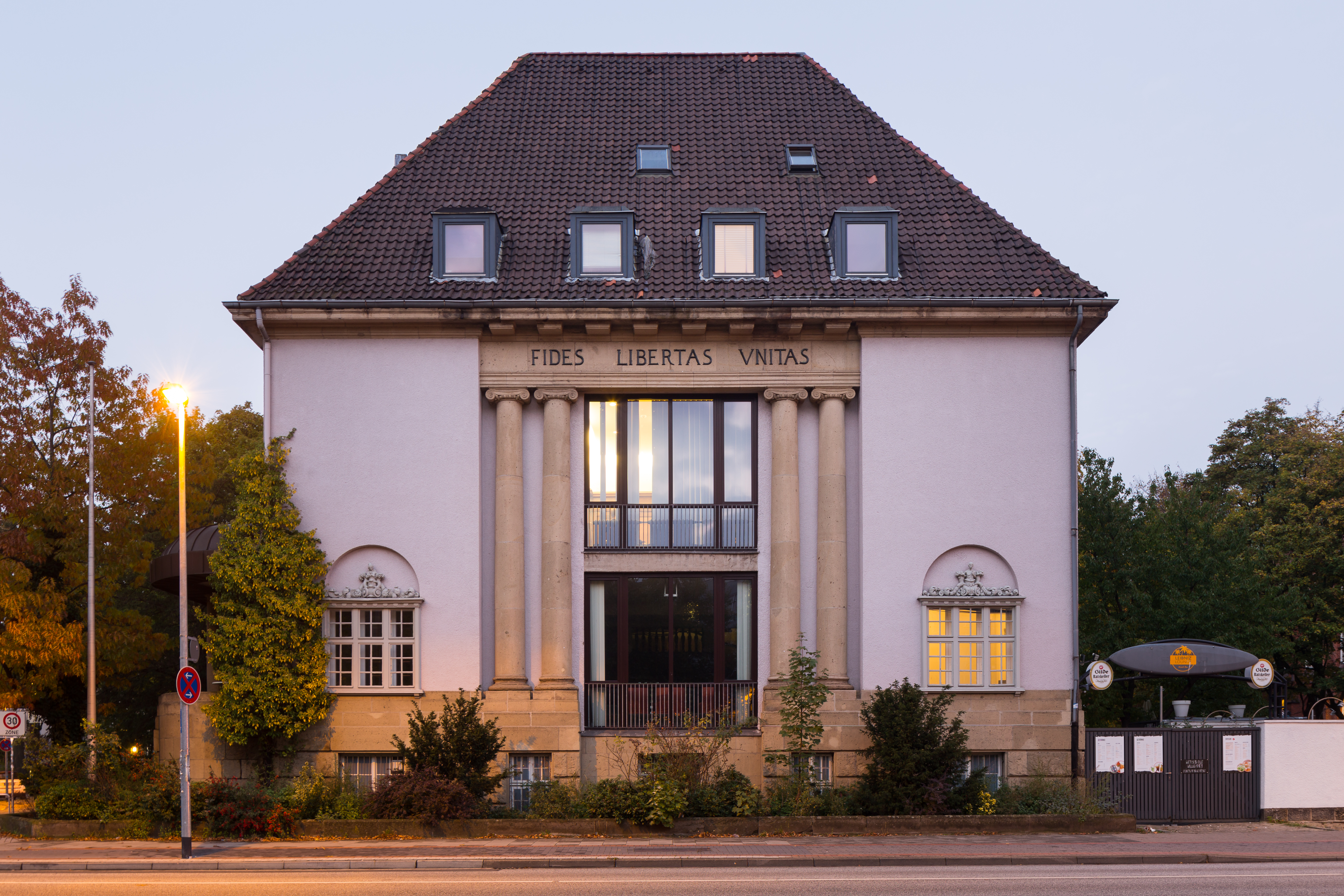
Haus an der Wilhelm-Busch-Straße Nr. 2, Ecke Nienburger Straße

Zum 39. Stiftungsfest 1891 wurde das Corpshaus in der Bergmannstraße 4 bezogen. Zwanzig Jahre später wurde beschlossen, aus Platzgründen ein neues Haus zu bauen, das zum 65. Stiftungsfest 1917 an der Nienburger Straße/Ecke Wilhelm-Busch-Straße eingeweiht wurde. Bedingt durch den Ersten Weltkrieg kam das Corpsleben zum Erliegen, da alle Aktiven, bis auf einen, an die Front verpflichtet wurden.

### Uni-Biergarten
Der Grund und Boden des Uni-Biergarten im ehemaligen Garten des Corpshauses befindet sich im Besitz des Corps und wird an einen externen Betreiber verpachtet. Seit einem Umbau im Frühjahr 2013 gleicht der Biergarten
in seiner Erscheinung eher einer Strandbar und trägt fortan nicht mehr den Namen "Uni-Biergarten", sondern den Namen "Leibniz Lounge".

### Der Nationalsozialismus
Die nächste schwierige Zeit für das Corps ließ nicht lange auf sich warten. Der Nationalsozialismus ist auch an ihm nicht spurlos vorbeigegangen. Letztendlich setzte sich die Erkenntnis durch, dass unter den gegebenen politischen Verhältnissen und dem äußeren Druck, dem die Corps ausgesetzt waren, diese ihre demokratischen und liberalen Grundsätze nicht aufrechterhalten konnten. Daher entschloss sich das Corps am 21. Oktober 1935, mit Wirkung vom 18. November 1935 zu suspendieren, um einer Zwangsauflösung zuvorzukommen. Das Corps galt damit als aufgelöst.
Den anderen Corps in Hannover erging es nicht anders. So entschlossen sich die Altherrenschaften der Corps Saxonia, Ostfalia und Slesvico-Holsatia, zum Sommersemester 1938 die Kameradschaft XI zu gründen, aus welcher im Januar 1941 die Kameradschaft "Paul von Hindenburg" hervorging. Mit der Besetzung Hannovers und dem Verbot der Kameradschaften endete auch die Kameradschaft "Paul von Hindenburg" im Jahre 1945.

### Nach dem Krieg
Im Jahre 1949 gründeten die Corpsangehörigen den studentischen Verein Slesvico-Holsatia. Am 18. Juni 1950 wurde auf dem FCC die Aufhebung der Suspension des Corps von 1935 beschlossen und am 23. Juli 1950 der Beitritt zur Weinheimer Corpsstudentischen Arbeitsgemeinschaft (WCA), einem Vorläufer des wiedergegründeten Weinheimer Senioren-Convents vollzogen.
Der AH-Verein der Slesvico-Holsatia verschmolz am 18. November 1950 mit dem der Alemannia Hannover. Er trat am 8. Oktober 1949 wieder dem Weinheimer Verband Alter Corpsstudenten bei.

## Mitglieder
- Gustav-Ludwig Alsen (1836–1868), Zementfabrikant
- Theodor Becker (1840–1928), Bauingenieur und Entomologe
- August Bensen (1825–1907), preußischer Bahnbeamter, Vorsitzender des Königlichen Eisenbahnkommissariats in Berlin
- Max Bielefeldt (1854–1927), Sprengstoffchemiker, Generaldirektor der Westfälisch-Anhaltischen Sprengstoff-Actien-Gesellschaft
- Fritz Boden (1845–1920), Wasserbauingenieur, Architekt des Nord-Ostsee-Kanals
- Carl August Buchholz (1837–1914), Schießpulver-Fabrikant
- Carl Emil Buchholz (1865–1932), Schießpulver- und Sprengstoff-Fabrikant
- Georg Dinklage (1849–1926), Architekt und Baubeamter
- Carl Eduard Dippell (1855–1912), finnischer Architekt
- Carl-Friedrich Fischer (1909–2001), Architekt
- Traugott Samuel Franke (1804–1863), Mathematiker, Professor an der Technischen Hochschule Hannover
- Ernst Grahn (1836–1906), Wasserbauingenieur, Pionier der Trinkwasserversorgung deutscher Städte im 19. Jahrhundert
- Wilhelm Hauers (1836–1905), Architekt, Mitbegründer der Niedersächsischen Bauhütte und Hamburger Bauhütte
- Wilhelm Hoyer (1854–1932), Ingenieur, Professor an der Technischen Hochschule Hannover
- Ludwig Kittel (1869–1946), ostfriesischer Landschaftsmaler
- Fritz Klawitter (1866–1942), Schiffbauingenieur und Werftbesitzer
- Wilhelm Middeldorf (1858–1911), Wasserbauingenieur, Wegbereiter der Emscherregulierung
- Christian Otto Mohr (1835–1918), Ingenieur und Baustatiker, Professor an den Technischen Hochschulen Stuttgart und Dresden
- Carl von Münstermann (1843–1930), Meliorationsbaubeamter, Hochschullehrer der Kulturtechnik an der Landwirtschaftlichen Hochschule Berlin
- Johannes Otzen (1839–1911), Architekt, Professor an der Technischen Hochschule Berlin-Charlottenburg, Präsident der Königlichen Akademie der Künste zu Berlin
- Hans Reckleben (1864–1920), Chemiker, königlich sächsischer Hofrat
- Hugo von Reiche (1839–1883), Maschinenbauingenieur, Professor für Dampfmaschinenbau an der RWTH Aachen
- Peter Rickmers (1838–1902), Werftbesitzer, Reeder und Reiskaufmann
- Moritz Rühlmann (1811–1896), Professor für Mathematik und Maschinenlehre an der Technischen Hochschule Hannover, Begründer der mechanischen Technologie, Ehrenbürger der Stadt Hannover
- Gustav Schmaltz (1884–1959), Unternehmer, Materialwissenschaftler, Physiologe und Psychotherapeut, Professor an der Technischen Hochschule Hannover und der Universität zu Frankfurt am Main
- Werner Schuch (1843–1918), Architekt und Maler, Professor an der Technischen Hochschule Hannover
- Oskar Schwartz (1886–1943), Generalmajor
- Max Stegemann (1831–1872), Mathematiker, Professor an der Polytechnischen Schule Hannover
- Victor Tetens (1841–1909), Königlicher Oberhofbaurat, Direktor der Königlichen Schlossbaukommission in Preußen
- Wolfgang Triebel (1900–2002), Gründer des Instituts für Bauforschung in Hannover, Honorarprofessor der Bauforschung der TU Hannover
- Hermann Vering (1846–1922), Bauunternehmer, Pionier des Verkehrswegebaus im 19. Jahrhundert
- Albert Winkler (1854–1901), Altonaer Architekt
- Otto Wöhlecke (1872–1920), Architekt, Vertreter der Hamburger Reformarchitektur